# El cuadro (pel·lícula documental)
El cuadro és una pel·lícula documental espanyola del 2019 dirigida per Andrés Sanz sobre el misteri que amaga el quadre Las Meninas de Diego Velázquez. Fou produïda per Mare Films en coproducció amb RTVE i Telemadrid i va comptar amb el suport de l'ICAA i la Comunitat de Madrid. Està dedicada a Francisco Calvo Serraller, que va morir poc després de participar en la pel·lícula.

## Sinopsi
En aquest documental s'analitza Las Meninas de Velázquez sota la narració d'Eusebio Poncela. S'intenta convertir els espectadors en detectius en guiar-los per un laberint de pistes que van desentranyant historiadors, conservadors, arquitectes, crítics i artistes (entre ells l'historiador estatunidenc Jonathan Brown; els conservadors del Museu del Prado Manuela Mena, Javier Portús i Matías Díaz Padrón; l'historiador de l'art Fernando Marías; l'acadèmic Félix de Azúa; el crític Francisco Calvo Serraller, els experts del Metropolitan Museum of Art Keith Christiansen i Michael Gallagher o el pintor Antonio López), per a conduir-nos a la revelació dels seus secrets, alhora que buidant alguns dubtes que es converteixen en dubtes més grans. Entrevistats i personatges del quadre es barregen i gràcies a l'animació stop-motion prenen vida al Reial Alcàsser de Madrid.

## Crítiques
| «                                    | "Una lliçó d'art o una interpretació històrica, però també una pel·lícula de Hitchcock (...) No és que sigui una pel·lícula entretinguda, és que és una obra hipnòtica i fascinant. (…) Puntuació: ★★★★ (sobre 5)" | » |
| — Oti Rodríguez Marchante: Diari ABC | |   |

| «                                 | "És una modesta i al mateix temps substanciosa contribució als problemes hermenèutics de Las Meninas. I, sobretot, amena. (…) Puntuació: ★★★½ (sobre 5)" | » |
| — Paula Arantzazu Ruiz: Cinemanía | |   |

| «                              | "Apassionant relat detectivesc (...) Una pel·lícula vibrant que converteix el documental assatgístic en una experiència cinematogràfica. (…) Puntuació: ★★★★ (sobre 5)" | » |
| — Beatriz Martínez: Fotogramas | |   |

## Premis i nominacions
Va rebre una menció especial a la Seminci de 2019. Fou nominada al Premi Feroz al millor documental i al Goya al millor documental. Va guanyar el premi al millor documental a les Medalles del Cercle d'Escriptors Cinematogràfics de 2019 i el Premi Días de Cine al millor documental.